# Tomáš Kříž
Tomáš Kříž (Praga, 17 de março de 1959) é um ex-futebolista profissional checo que atuava como atacante.

## Carreira
Tomáš Kříž fez parte do elenco da Seleção Checoslovaca de Futebol, da Copa de 1982.